# 神岡鉄道神岡線
神岡線（かみおかせん）は、富山県富山市の猪谷駅から岐阜県飛騨市の奥飛騨温泉口駅までを結んでいた、神岡鉄道の鉄道路線である。日本国有鉄道（国鉄）の特定地方交通線であった神岡線を1984年（昭和59年）に引き継いだもので、2006年（平成18年）12月1日に全線が廃止された。

## 概要

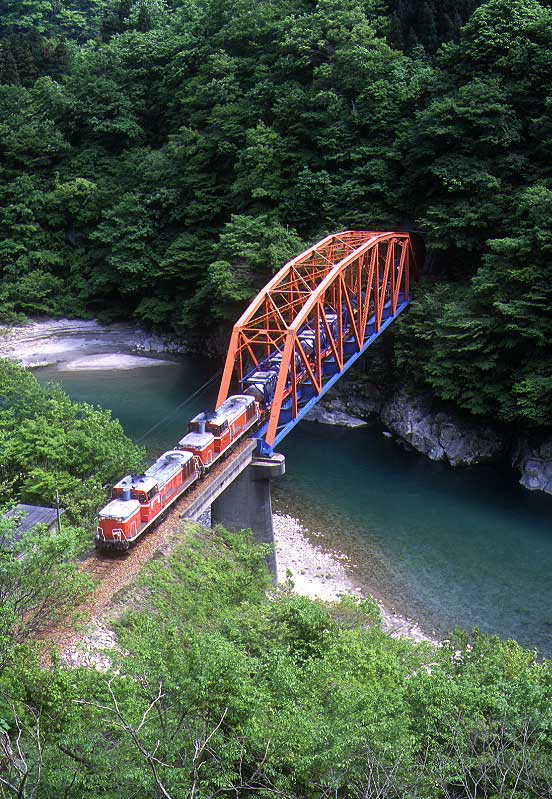
硫酸輸送列車（2002年5月13日撮影）

本来、神岡鉱山から産出される亜鉛鉱石の輸送が目的の鉄道であり、改正鉄道敷設法別表にも制定時から「富山県猪谷ヨリ岐阜県船津ニ至ル鉄道」として掲げられている。鉱山へは、1922年に軌間762 mm（後に610 mm）の神岡軌道（専用鉄道、後に地方鉄道）が高原川を挟んだ対岸から通じていたが、本路線の開業とともに1967年に廃止されている。
高原川沿いの急峻な山間を走るため、全線の64%がトンネルまたは橋梁という山岳路線で路線環境も良く、「奥飛騨の地下鉄」とも呼ばれていた。
1984年に国鉄から神岡鉄道へ第三セクター鉄道として転換された後も、神岡鉱山からの硫酸輸送を行ってきたが、神岡鉱山を運営する神岡鉱業がトラック輸送に切り替えたため、2004年10月15日限りで硫酸輸送を終了。同年12月31日限りで貨物営業が休止された。収入の7割以上を占め経営の柱であった貨物輸送がなくなり、転換交付金も底をつく見込みであることから、2005年6月29日に神岡鉄道は神岡線を2006年末限りで廃止する方針を決め、2005年8月2日の臨時株主総会で2006年12月1日廃止が正式決定された。この間、フランスの公共交通会社コネックス（現・ヴェオリア・トランスポール）や東京都の旅行会社トラベルプランニングオフィスなどが飛騨市に経営移譲を申し入れる動きもあったものの、コネックスとの交渉は立ち消え状態になり、トラベルプランニングオフィスは代表者の中尾一樹が三井金属鉱業に対し経営移譲を求め株主代表訴訟を提起していたがのちに取り下げた。

### 路線データ
- 路線距離（営業キロ）：19.9km[5][6][7]
- 軌間：1067mm[5][6]
- 駅数：8駅（起終点駅含む）
- 複線区間：なし（全線単線）[5][6]
- 電化区間：なし（全線非電化）[8]
- 閉塞方式：スタフ閉塞式[6]
  - 線内の交換可能駅は神岡鉱山前駅のみで、猪谷駅 - 神岡鉱山前駅と神岡鉱山前駅 - 奥飛騨温泉口駅の2閉塞区間があった。2閉塞区間が連続してスタフ閉塞式になっているのは珍しいケースである。ただし廃止時点で、神岡鉱山前駅での定期列車の交換はなかった。

## 運行形態
旅客列車はすべてワンマン運転の各駅停車で、廃止直前時点で1日に9往復が運行されていたが、うち3往復は神岡の市街地を通る神岡鉱山前駅から奥飛騨温泉口駅までのみの運転となっていた（開業当初は猪谷 - 奥飛騨温泉口間の8往復だった。廃線間際には臨時で猪谷まで延長運転された）。2005年10月1日に下り猪谷発21時台・上り奥飛騨温泉口発20時台の列車が廃止され、最終が下り猪谷発19時台・上り奥飛騨温泉口発18時台に繰り上げられた。
旅客車両が2両しか所属していなかったため、常時1両で運行されており連結運転は行われなかった。
国鉄神岡線時代は富山駅への直通列車もあったが、転換後は高山本線への直通列車はなくなり、線内折り返しのみとなっていた。
起点の猪谷駅では神岡線の列車を降車する際に運賃と引き換えに精算券が渡されていた。
猪谷 - 神岡鉱山前間に貨物列車も運転されていたが、2004年に貨物輸送は休止となった。

## 歴史
- 1959年（昭和34年）5月15日 - 神岡町中山トンネル付近にて起工式。当初は1963年（昭和38年）秋の完成予定であった[10]。
- 1966年（昭和41年）10月6日 - 国鉄神岡線 猪谷 - 神岡間 (20.3km) が開業[3][11]。飛騨中山駅・茂住駅・西漆山駅・神岡口駅・飛騨船津駅・神岡駅新設[12]。金沢鉄道管理局の管轄となる。
- 1981年（昭和56年）
  - 9月18日 - 第1次特定地方交通線として廃止承認[3]。
  - 11月20日 - 神岡口 - 神岡間の貨物営業廃止[3]。
- 1984年（昭和59年）10月1日 - 国鉄神岡線 (20.3km) 廃止[2]、神岡鉄道神岡線 猪谷 - 奥飛騨温泉口間 (19.9km) が開業[3]。神岡大橋駅新設[12]。西漆山駅を漆山駅に、飛騨船津駅を飛騨神岡駅に、神岡駅を奥飛騨温泉口駅にそれぞれ改称[12]。
- 1985年（昭和60年）4月20日 - 神岡口駅を神岡鉱山前駅に改称[12]。
- 1998年（平成10年）1月16日 - コンテナ輸送開始[3]。
- 2005年（平成17年）
  - 1月1日 - 猪谷 - 神岡鉱山前間の貨物営業休止[3]。
  - 3月31日 - 猪谷 - 神岡鉱山前間の貨物営業廃止[3]。
  - 10月1日 - 夜の1往復を廃止。
- 2006年（平成18年）12月1日 - 猪谷 - 奥飛騨温泉口間が廃止[2][3]。飛騨中山駅・茂住駅・漆山駅・神岡鉱山前駅・飛騨神岡駅・神岡大橋駅・奥飛騨温泉口駅廃止。

## 輸送・収支実績
| 年度 | 旅客輸送人員（千人） | 一日1km平均通過人員（人） | 貨物輸送数量（トン） | 鉄道業営業収入（千円） | 鉄道業営業費（千円） |
| ---- | -------------------- | ------------------------- | -------------------- | ---------------------- | -------------------- |
| 1984 | 78                   | 297                       | 45,312               | 61,683                 | 116,910              |
| 1985 | 138                  | 265                       | 100,388              | 125,852                | 144,266              |
| 1986 | 122                  | 239                       | 93,397               | 105,212                | 132,941              |
| 1987 | 102                  | 194                       | 98,473               | 111,350                | 139,030              |
| 1988 | 84                   | 161                       | 86,911               | 105,209                | 124,832              |
| 1989 | 72                   | 138                       | 81,655               | 99,998                 | 135,550              |
| 1990 | 87                   | 167                       | 85,467               | 94,490                 | 122,778              |
| 1991 | 87                   | 166                       | 85,137               | 94,987                 | 118,741              |
| 1992 | 89                   | 171                       | 89,233               | 100,461                | 130,465              |
| 1993 | 86                   | 165                       | 87,826               | 96,894                 | 137,237              |
| 1994 | 84                   | 161                       | 77,147               | 91,710                 | 163,793              |
| 1995 | 79                   | 151                       | 58,078               | 112,324                | 179,475              |
| 1996 | 69                   | 132                       | 72,756               | 90,086                 | 135,475              |
| 1997 | 61                   | 121                       | 74,140               | 110,577                | 138,348              |
| 1998 | 46                   | 88                        | 78,562               | 122,199                | 155,944              |
| 1999 | 46                   | 88                        | 64,956               | 106,488                | 133,205              |
| 2000 | 44                   | 83                        | 66,180               | 89,772                 | 121,684              |
| 2001 | 46                   | 86                        | 73,623               | 96,485                 | 127,563              |
| 2002 | 49                   | 77                        | 51,159               | 98,691                 | 146,293              |
| 2003 | 44                   | 71                        | 54,633               | 89,795                 | 147,807              |
| 2004 | 40                   | 62                        | 20,183               | 36,849                 | 107,065              |

- 民鉄主要統計『年鑑日本の鉄道』1987年-2007年

## 神岡までの代替交通機関について
神岡線廃止後、猪谷駅と神岡町を直接結ぶ列車代行バスは設定されていないが、猪谷駅前の国道41号線沿いにある猪谷バス停から濃飛乗合自動車（濃飛バス）・富山地方鉄道（地鉄バス）が運行する路線に乗車するか、飛騨市巡回バス（2015年に廃止）に乗車すると神岡に行くことができた。なお、2021年4月1日のダイヤ改正で、猪谷駅を発着する地鉄バスの「平湯温泉線」が廃止となっている（富山駅発着の路線も廃止）。このダイヤ改正後は濃飛バスの「神岡猪谷線」のみ現存している（富山駅と猪谷を結ぶ地鉄バスは存続しているため、富山駅からバスのみで神岡に行くことは一応可能）。
その他、東海旅客鉄道（JR東海）高山本線の高山駅・飛騨古川駅から濃飛バスの路線バスで神岡町へ行くこともできる。

## 廃線後の軌道と車両の活用
2021年時点で、廃線となった軌道は一部区間が観光用に保存されており、軌道用自転車で巡ることができるほか、鉄道車両1両が動態保存されており、運転体験を楽しむことができる。
2006年9月、当時の飛騨市初代市長の船坂勝美が定例市議会で、神岡鉄道廃止後に鉄路を不定期の観光鉄道として存続させる道を模索する意向を表明した。同年11月29日には、三井金属鉱業との間で存続に向けて15億円の寄付（再開後の経営に失敗した場合に必要となる線路撤去費などへの備えなど）と軌道の無償譲渡を受けることで大筋合意した。また、2007年1月10日に飛騨市神岡振興事務所内には神岡鉄道再開準備室を設けた。船坂市長は「2008年5月には（観光鉄道として）再開させたい」と発言。設立から5年後の黒字を目指すとしていたが、2008年2月に行われた市長選挙で、船坂市長は観光鉄道化を含めた現市政を批判する新候補に敗北した。2代目市長の井上久則は「15億円の寄付金は再開に向けての物とは考えていない。レールや鉄橋は撤去する。」と表明しており、計画再開は非常に困難な見通しとなった。
一方、地元の住民グループ「神岡鉄道協力会」のメンバーは廃線の線路上で軌道自転車を運行する「レールマウンテンバイク」の運行を考案。2007年から飛騨市観光協会に飛騨市も協力する形で廃線跡のうち、2.9kmで実験運行を開始した。実験運行は主に土日と祝日で実施され、好評を博したことから営業日数が徐々に増やされた。2012年からはシーズンを通しての運行となり、運営はNPO法人の「神岡・町づくりネットワーク」に移管された。レールマウンテンバイクは「Gattan Go!!」（ガッタン ゴー）の愛称で運行。2013年の利用者は2万6249人。2012年には鉄道の日実行委員会の日本鉄道特別賞を受賞した。人気の高まりに対して、1日8便で310人までしか利用できず、予約が必要な状況になっている。その対策もかねて、「神岡・町づくりネットワーク」では未使用の廃線跡も活用する「旧神岡鉄道の利活用プラン」を市に提出し、それに対して市は2013年12月から一部区間の安全対策調査を開始した。
2016年に都竹淳也が3代目市長が就任すると、同年12月に市議会は補正予算に、廃線跡を活用した「ロスト・ライン・パーク」構想のための費用を盛り込み、シンポジウムの開催と、旧神岡鉱山前駅に保存中の車両の中の1両(KM-101)を旧奥飛騨温泉口駅に移設する事業を実施するとした。移設の際には廃止以来約10年ぶりに自力走行を実施することが発表され、予定された2017年4月8日に実際に走行した。その後は奥飛騨温泉口駅で展示し、冬に入る頃には再び自力走行により旧神岡鉱山前駅の車庫に戻る。
軌道のみならず、鉄道車両についても観光用の活用に向けて整備が進められ、2020年10月、廃線および構想から14年の歳月を経てついに動態保存による観光鉄道が実現した。旧奥飛騨温泉口駅 - 旧神岡大橋駅間では、普通自動車運転免許証を持っていれば、 公式サイトから予約を行うことで、実際の神岡鉄道の運転士の指導を受けながら、車両の運転体験を行うことができる。2021年には、運転体験可能な区間が旧神岡鉱山前駅前まで延長された。
2023年現在「ガッタンゴー」としては、以下の2コースが運行されている。コースごとに出発点（集合場所）が異なるため、利用の際は事前確認が推奨されている。
- まちなかコース：旧奥飛騨温泉口駅 - 旧神岡鉱山前駅間（往復約6km）
- 渓谷コース：旧漆山駅 - 二ツ屋間（往復約6.6km）

## 駅一覧
（ ）内は国鉄時代の駅名。*印は神岡鉄道転換後の新設駅。駅所在地は路線廃止時点のもの。
| 駅名                      | 営業キロ | 国鉄時代の 営業キロ | 接続路線                               | 所在地       |
| ------------------------- | -------- | ------------------- | -------------------------------------- | ------------ |
| 猪谷駅                    | 0.0      | 0.0                 | 東海旅客鉄道・西日本旅客鉄道：高山本線 | 富山県富山市 |
| 飛騨中山駅                | 2.3      | 2.4                 |                                        | 岐阜県飛騨市 |
| 茂住駅                    | 5.2      | 5.2                 |                                        | 岐阜県飛騨市 |
| 漆山駅 （西漆山駅）       | 9.4      | 9.5                 |                                        | 岐阜県飛騨市 |
| 神岡鉱山前駅 （神岡口駅） | 16.9     | 17.1                |                                        | 岐阜県飛騨市 |
| 飛騨神岡駅 （飛騨船津駅） | 18.1     | 18.1                |                                        | 岐阜県飛騨市 |
| 神岡大橋駅*               | 19.1     | ---                 |                                        | 岐阜県飛騨市 |
| 奥飛騨温泉口駅 （神岡駅） | 19.9     | 20.3                |                                        | 岐阜県飛騨市 |

## テレビ番組
- 日経スペシャル ガイアの夜明け 住民の足を守れ〜消えゆくローカル線 再生への闘い〜（2007年1月16日、テレビ東京）[24]。- 「地方鉄道の現実」として当線を取材。